# Nebria fallaciosa
Nebria fallaciosa is een keversoort uit de familie van de loopkevers (Carabidae). De wetenschappelijke naam van de soort is voor het eerst geldig gepubliceerd in 1992 door Ledoux & Roux.